# John Sheppard (postać)
John Sheppard – fikcyjna postać ze świata fantastyczno-naukowego Stargate Atlantis, grana w serialu przez Joe Flanigana.
Pułkownik Sił Powietrznych USA, utalentowany pilot, który dowodzi sztandarową drużyną rekonesansową ziemskiej bazy na Atlantydzie. Do misji przyłączył się po tym jak brawurowo manewrował helikopterem z generałem Jackiem O'Neillem na pokładzie unikając ataku przypadkowo wystrzelonej drony – broni Pradawnych. Z jego akt wynika, że zdarza mu się nie przestrzegać rozkazów dowódcy. Podczas misji w Afganistanie złamał bezpośredni rozkaz i samodzielnie pilotował helikopter, ratując dwóch żołnierzy uwięzionych za linią wroga. Generał O’Neill osobiście namówił go do wzięcia udziału w podróży na Atlantis szczególnie po tym, jak okazało się, że Sheppard ma wrodzoną umiejętność intuicyjnego sterowania technologią Pradawnych. W pierwszych dniach działalności w galaktyce Pegaza po śmierci pułkownika Marshalla Sumnera, którego zabił osobiście, gdy groziła mu nieunikniona, powolna śmierć z rąk Strażniczki Widm został dowodzącym obrony miasta (Atlantydy).
Na rozkaz dr Weir rozpoczął poszukiwania modułu zasilającego (ZPM) wraz ze swoją drużyną, w skład której weszli doktor Rodney McKay, wojowniczka Teyla Emmagan i porucznik Aiden Ford. Po uzależnieniu od enzymu Wraith i opuszczeniu Atlantis przez Forda, w drużynie zastąpił go Ronon Dex
Sheppard w pojedynkę odparł atak żołnierzy Genii, którymi dowodził Acastus Kolya.